# نانسی سورل
نانسی سورل (انگلیسی: Nancy Sorel؛ زادهٔ ۱۴ مهٔ ۱۹۶۴) یک هنرپیشه اهل کانادا است. 
از فیلم‌ها یا برنامه‌های تلویزیونی که وی در آن نقش داشته است می‌توان به بهشت واقعی است اشاره کرد.